# EuroPride
EuroPride este un eveniment internațional paneuropean dedicat mândriei LGBT, găzduit de un oraș european diferit în fiecare an. EuroPride a fost organizat pentru prima dată la Londra, în 1992, când peste 100.000 de oameni au luat parte la festivități. De atunci a continuat să crească atât ca număr de participanți, cât și ca importanță politică.

## Orașe gazdă
| Ediție | An   | Oraș                  | Organizație                                 | Temă                                                  | Dată               | Participanți |
| ------ | ---- | --------------------- | ------------------------------------------- | ----------------------------------------------------- | ------------------ | ------------ |
| 1      | 1992 | Londra                |                                             |                                                       |                    | 100.000      |
| 2      | 1993 | Berlin                |                                             |                                                       |                    |              |
| 3      | 1994 | Amsterdam             |                                             |                                                       | 15–25 iunie        | 200.000      |
| 4      | 1996 | Copenhaga             |                                             |                                                       | 21–30 iunie        | 200.000      |
| 5      | 1997 | Paris                 |                                             |                                                       |                    | 300.000      |
| 6      | 1998 | Stockholm             |                                             |                                                       |                    |              |
| 7      | 2000 | Roma                  | Circolo di Cultura Omosessuale Mario Mieli  | In Pride We Trust                                     | 1–8 iulie          | 500.000      |
| 8      | 2001 | Viena                 |                                             |                                                       |                    |              |
| 9      | 2002 | Köln                  | Kölner Lesben- und Schwulentag e.V. (KLuST) | Cologne Celebrates Diversity                          | 15 iunie–7 iulie   | 1.300.000    |
| 10     | 2003 | Manchester            |                                             | Manchester Comes Out                                  | 15–25 august       | 250.000      |
| 11     | 2004 | Hamburg               | Hamburg Pride e.V.                          | Love Breaks Barriers                                  | 4–13 iunie         | 500.000      |
| 12     | 2005 | Oslo                  |                                             |                                                       | 17–27 iunie        | 120.000      |
| 13     | 2006 | Londra                |                                             |                                                       |                    | 40.000       |
| 14     | 2007 | Madrid                | COGAM                                       | Now Europe, Equality Is Possible                      | 22 iunie–2 iulie   | 2.500.000    |
| 15     | 2008 | Stockholm             | Stockholm Pride                             | Swedish Sin Breaking Borders                          | 25 iulie–3 august  | 80.000       |
| 16     | 2009 | Zürich                |                                             | Celebrating 40 Years with Pride                       | 2 mai–7 iunie      | 100.000      |
| 17     | 2010 | Varșovia              | Fundacja na Rzecz Równości                  | Freedom, Equality, Tolerance!                         | 7–17 iulie         | 15.000       |
| 18     | 2011 | Roma                  | Circolo di Cultura Omosessuale Mario Mieli  | Build Your Pride!                                     | 2–12 iunie         | 1.000.000    |
| 19     | 2013 | Marsilia              | LGP Marseille                               | Europe on the Move for Equality!                      | 10–20 iulie        | 50.000       |
| 20     | 2014 | Oslo                  |                                             |                                                       | 20–29 iunie        |              |
| 21     | 2015 | Riga                  | Mozaīka                                     | Be the Change! Make History! Changing History Is Hot! | 15–21 iunie        | 5.000        |
| 22     | 2016 | Amsterdam             | Stichting Amsterdam                         | Join Our Freedom, Feel Free to Join Us!               | 26 iulie–7 august  | 560.000      |
| 23     | 2017 | Madrid                | COGAM                                       | For the LGBTI Rights Over the World                   | 23 iunie–2 iulie   | 3.000.000    |
| 24     | 2018 | Stockholm și Göteborg | Stockholm Pride West Pride                  | Two Cities, One Festival – for a United Europe        | 27 iulie–19 august |              |
| 25     | 2019 | Viena                 | HOSI Wien                                   | Visions of Pride                                      |                    |              |
| 26     | 2020 | Salonic               | Thessaloniki Pride                          | Welcome to the Future, Where Everyone Can Join        | 20–28 iunie        |              |
| 27     | 2021 | Copenhaga             | Copenhagen Pride Copenhagen 2021            | You Are Included                                      |                    |              |

## Galerie

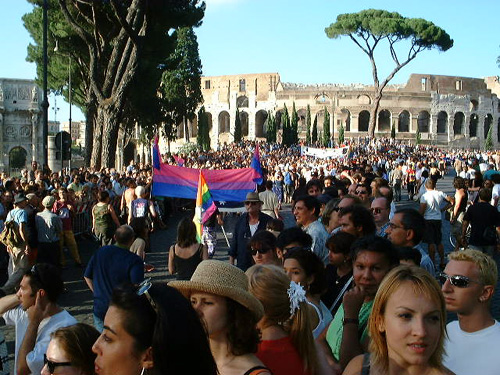
Roma, 2000
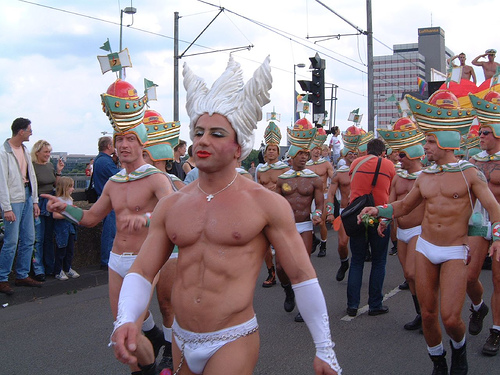
Köln, 2002
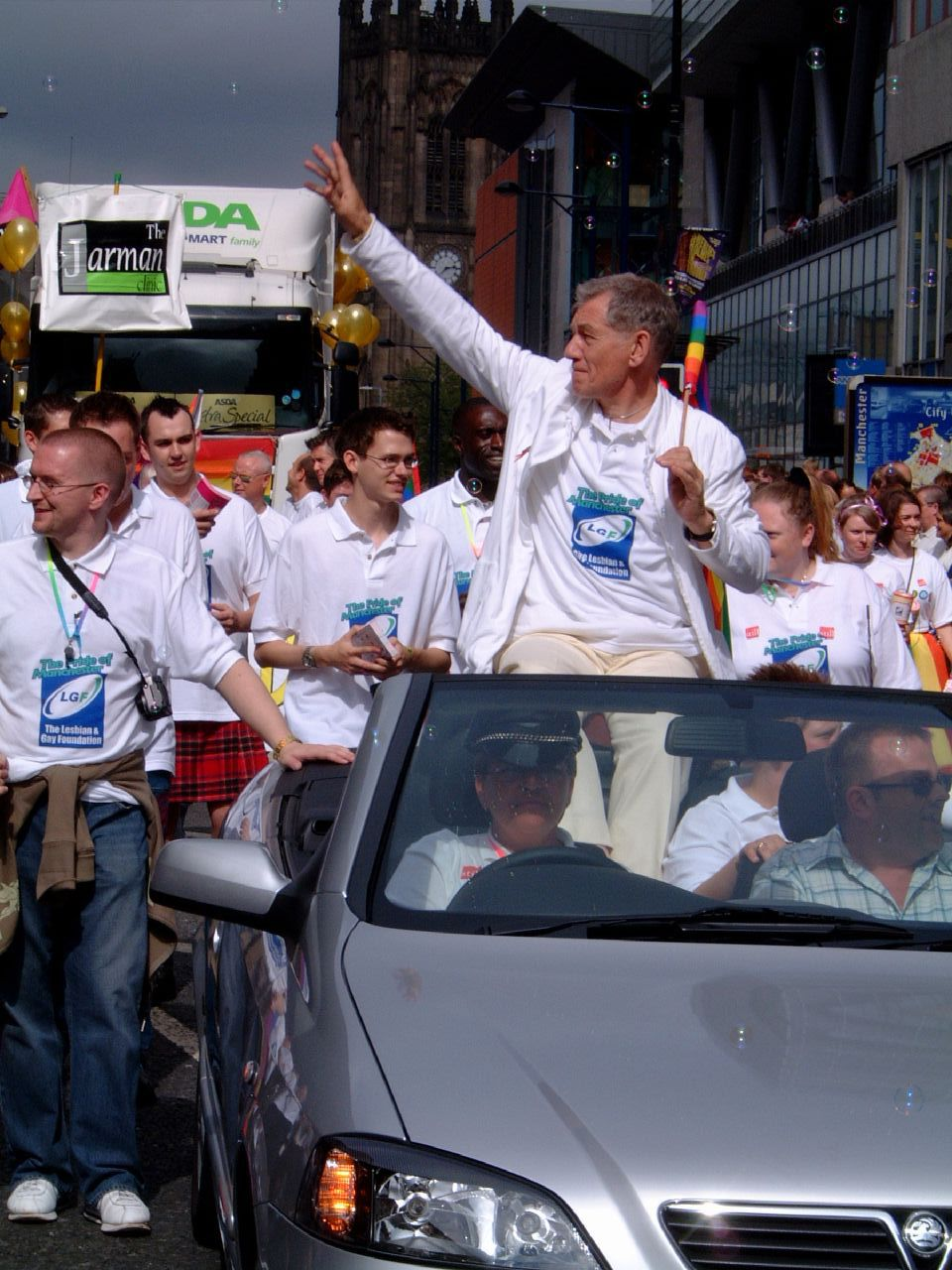
Manchester, 2003
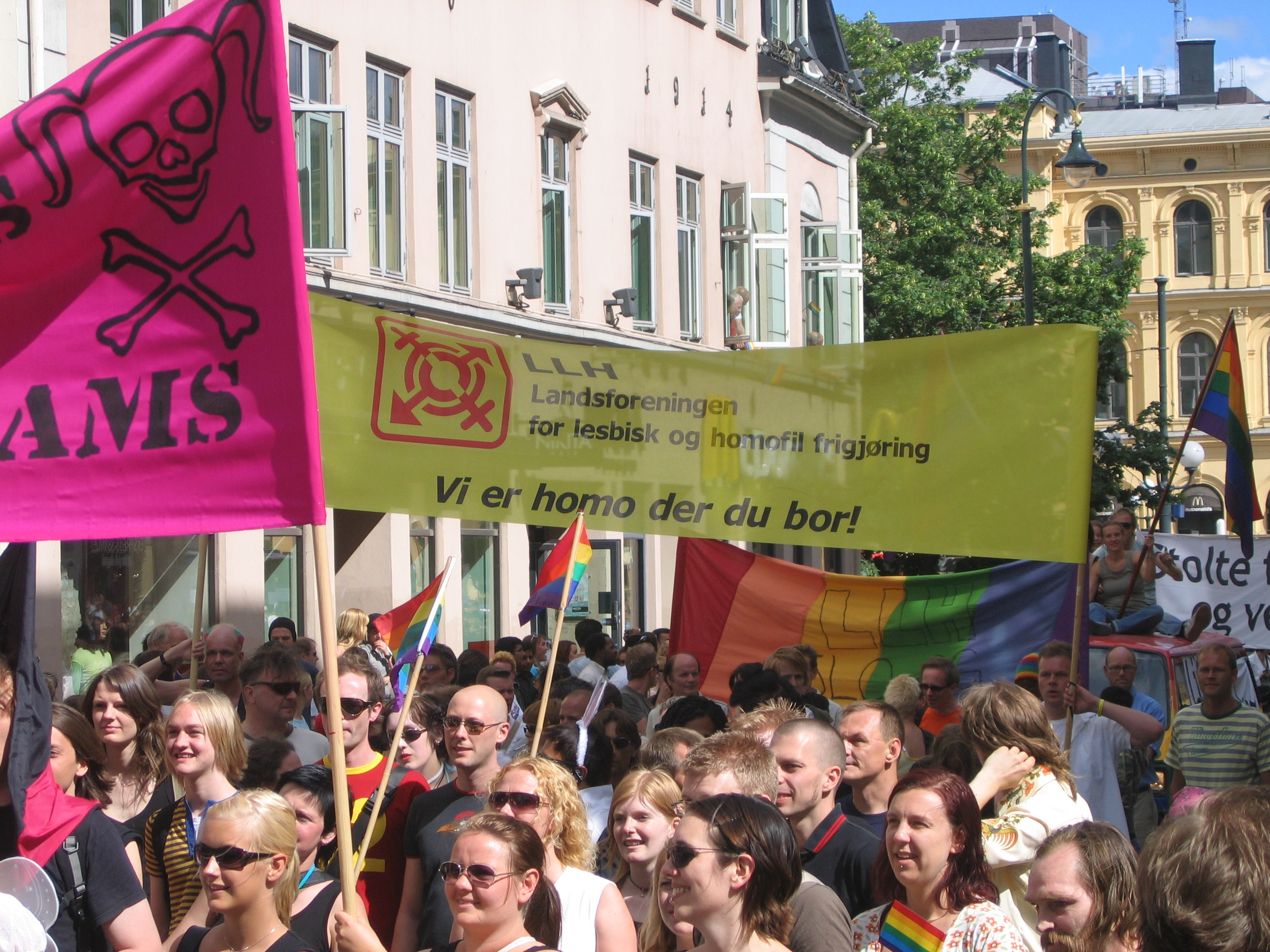
Oslo, 2005
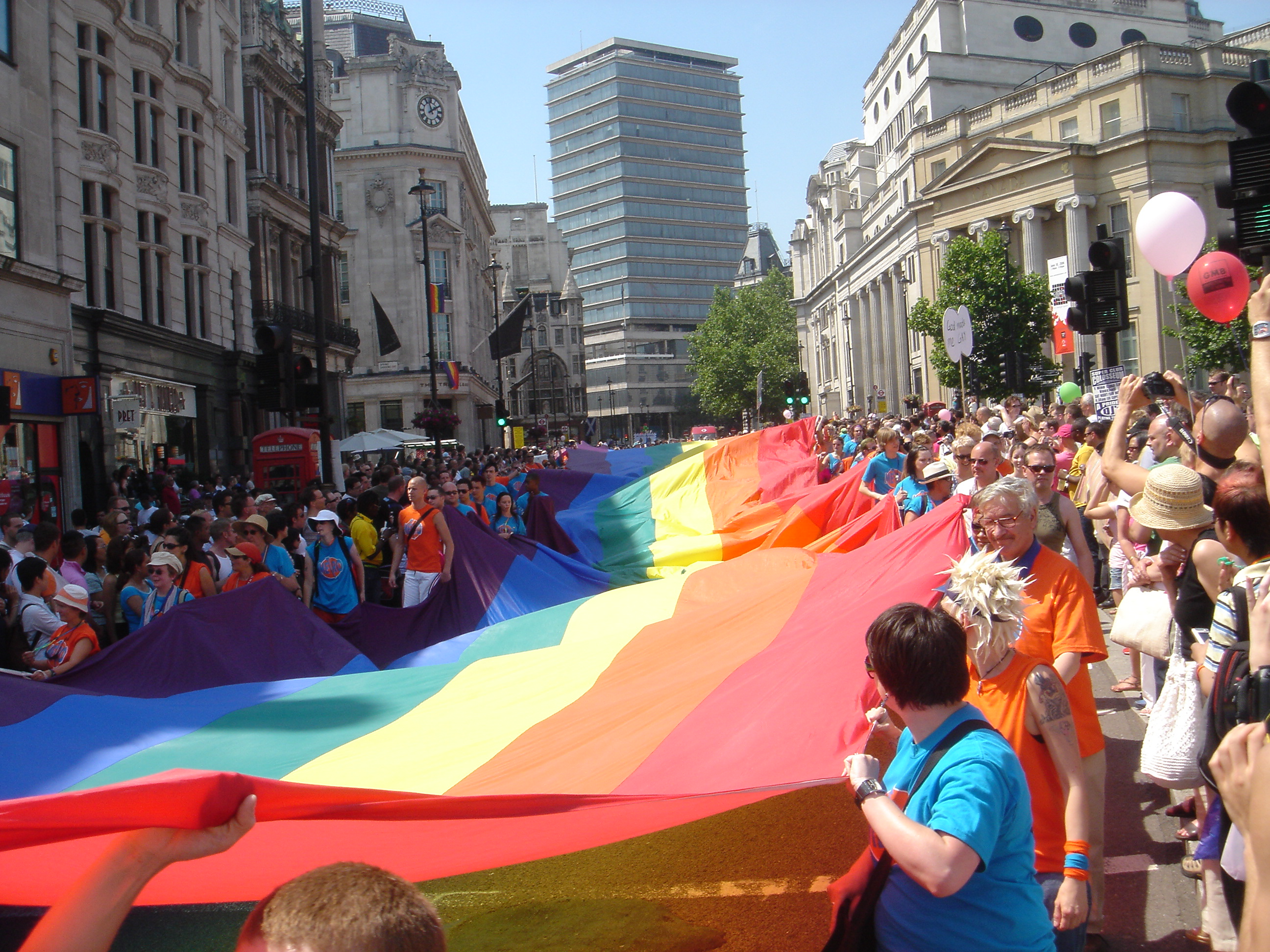
Londra, 2006
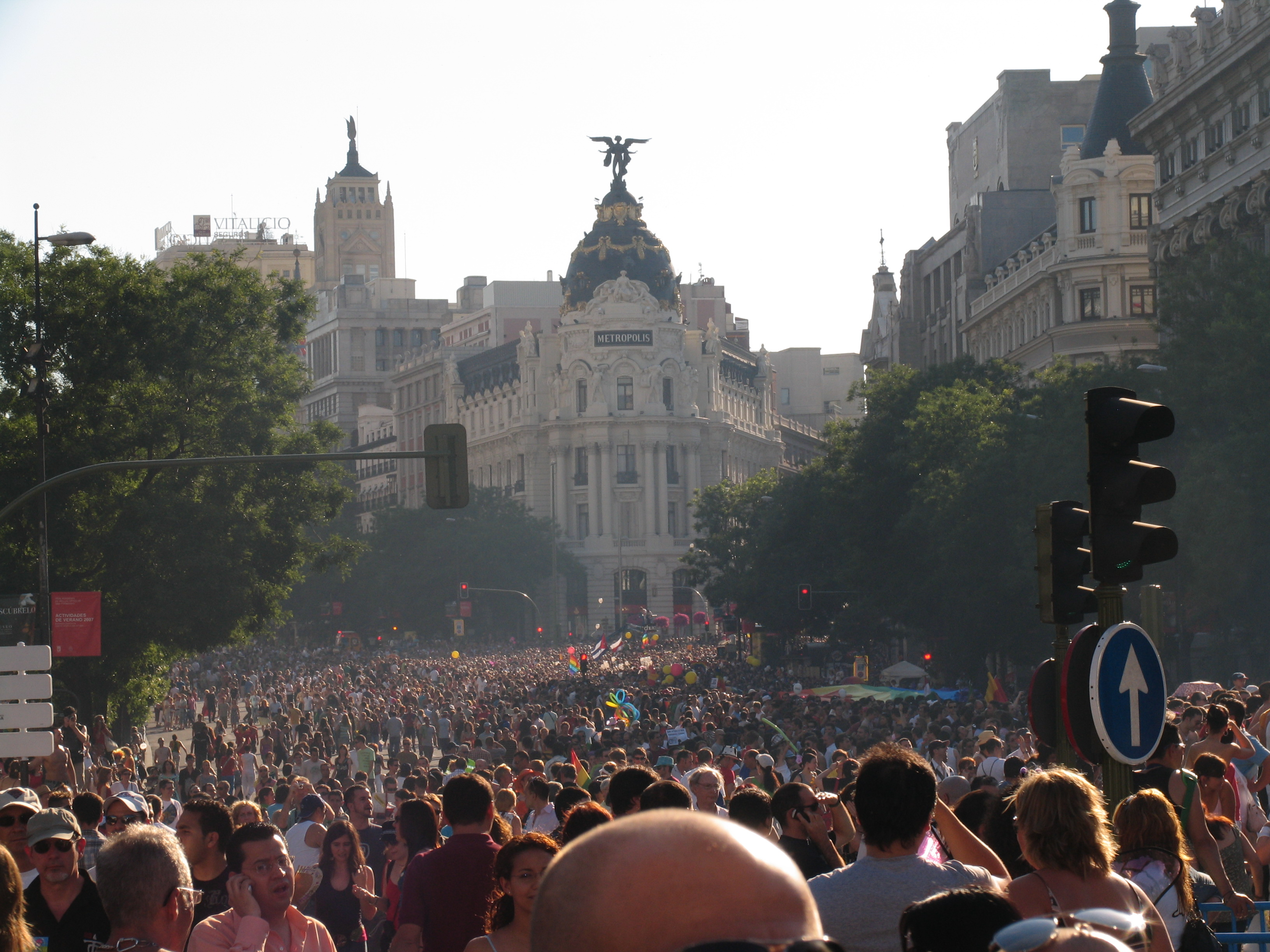
Madrid, 2007
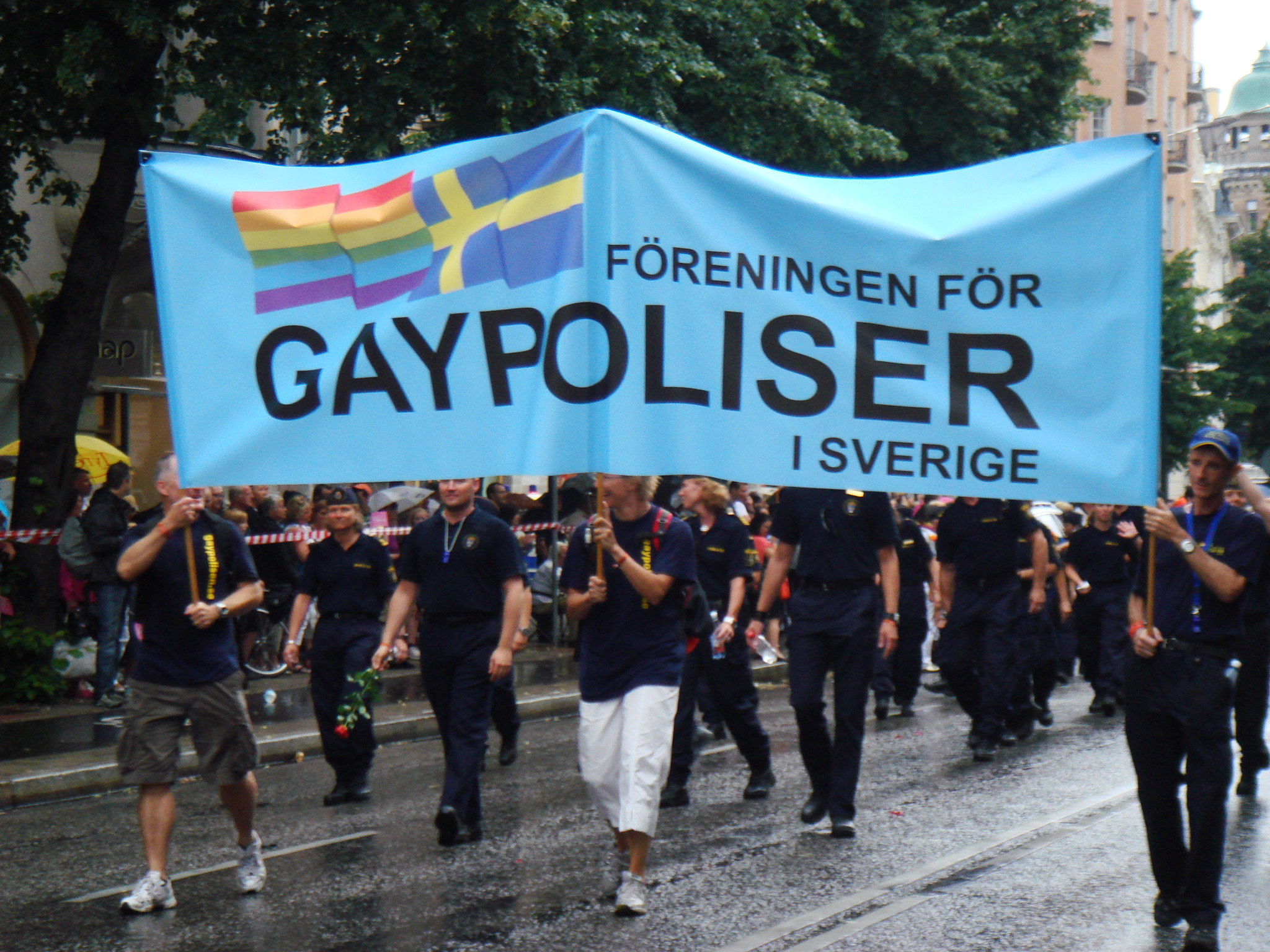
Stockholm, 2008
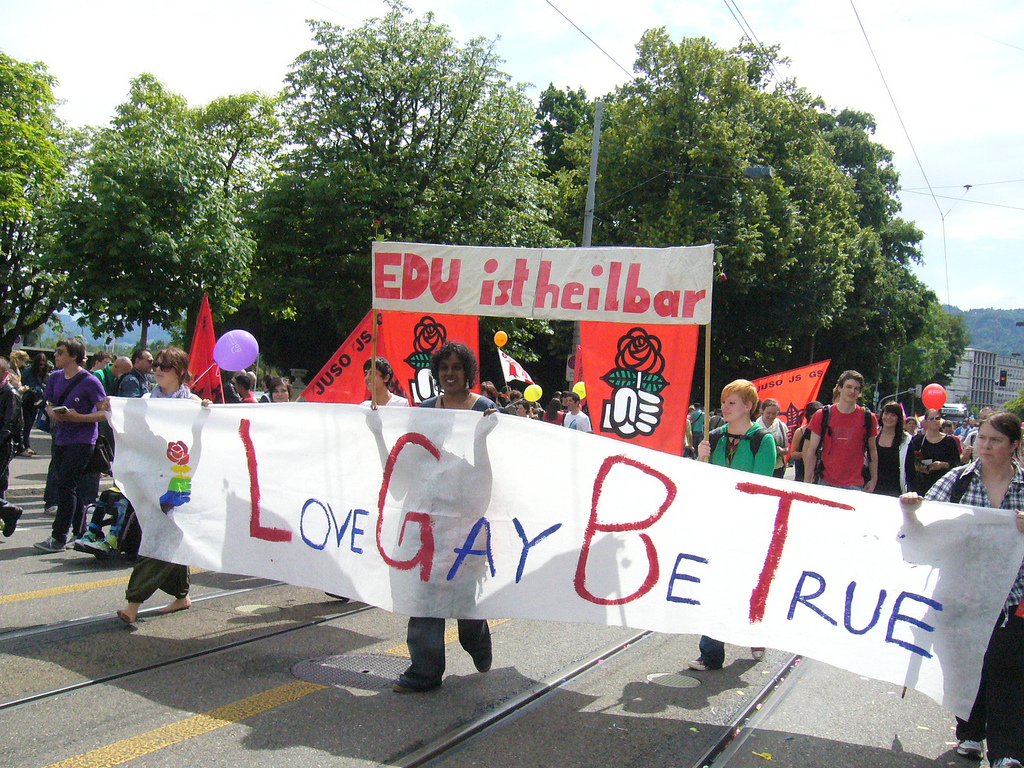
Zürich, 2009
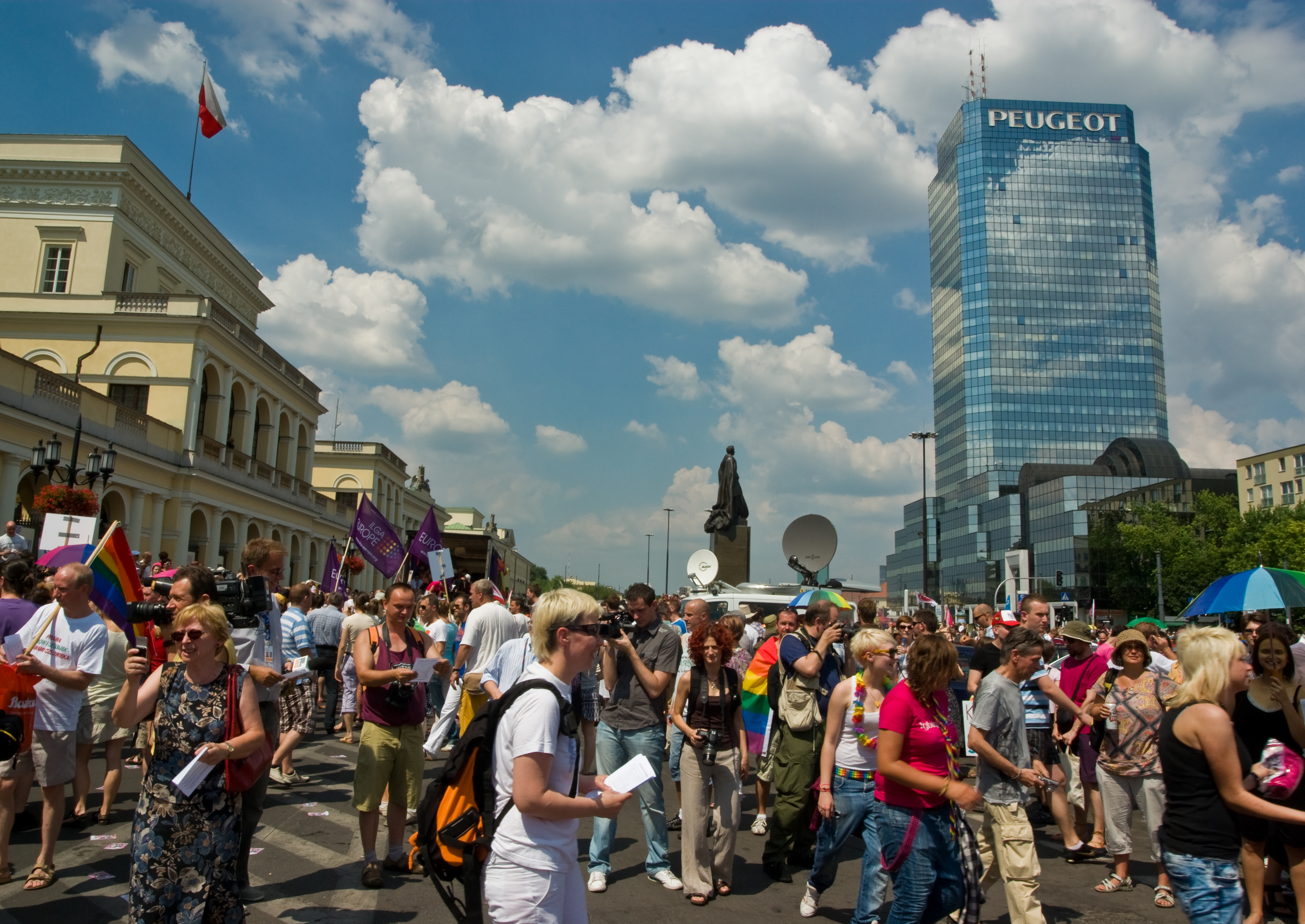
Varșovia, 2010
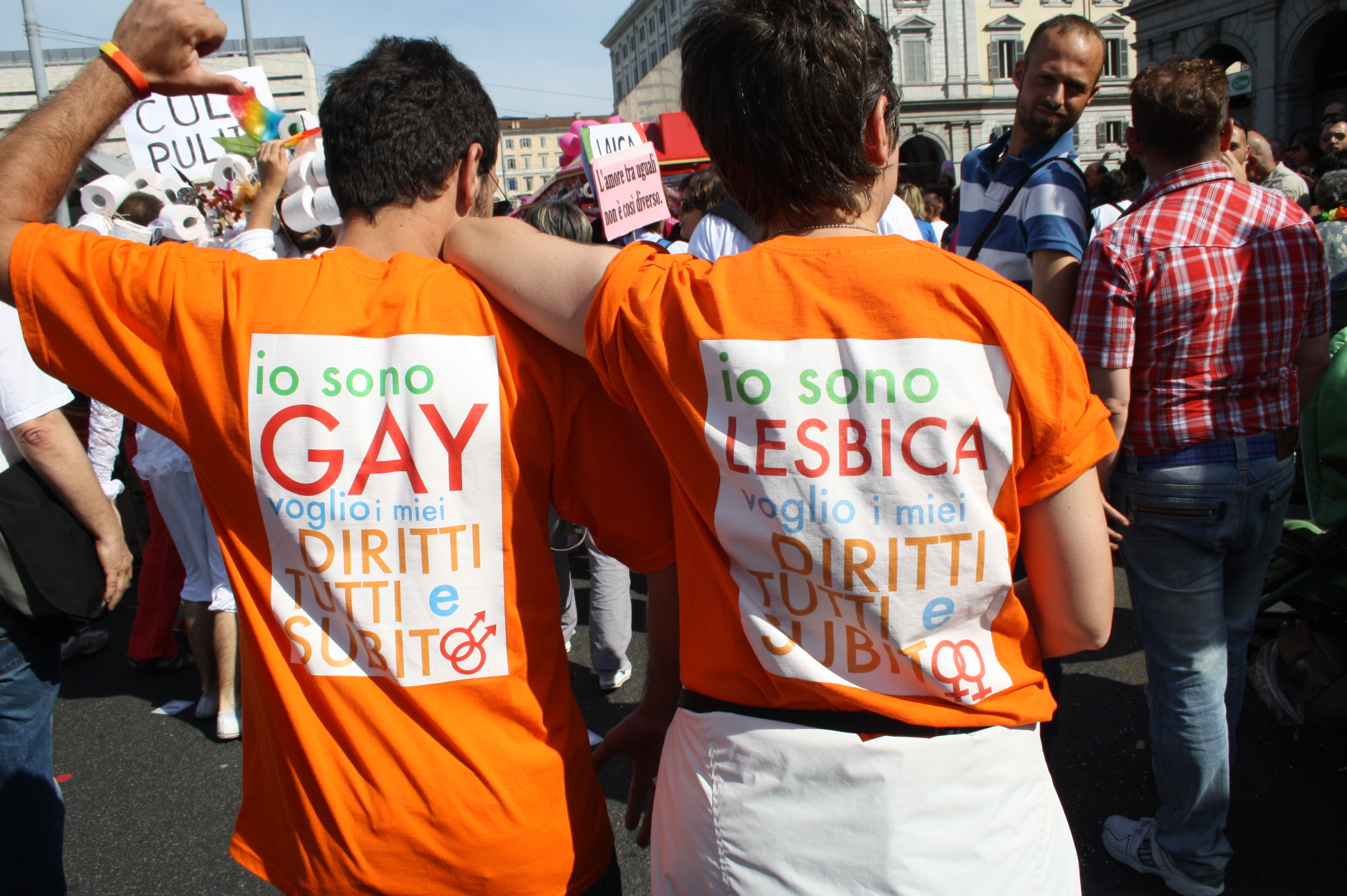
Roma, 2011
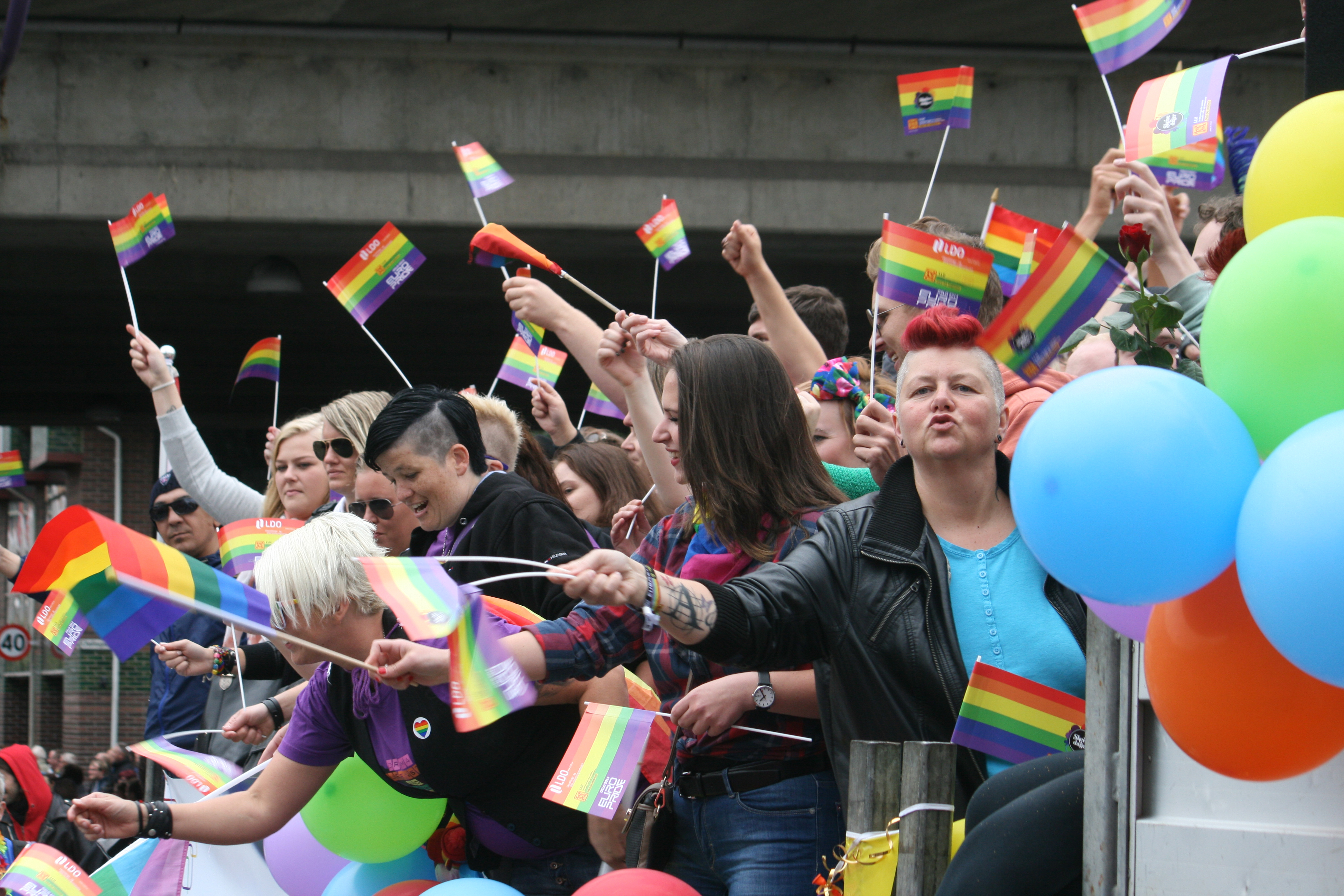
Oslo, 2014
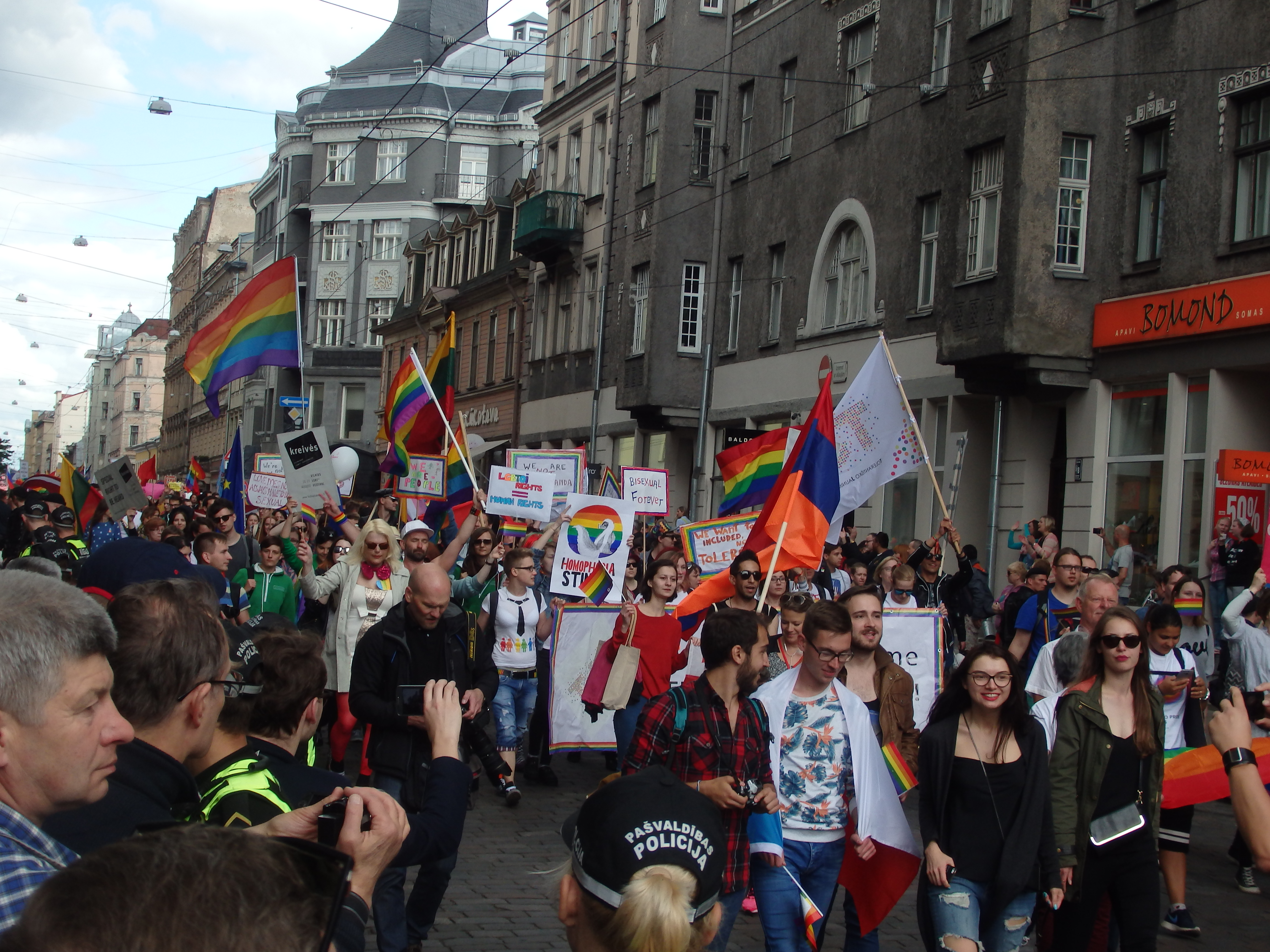
Riga, 2015
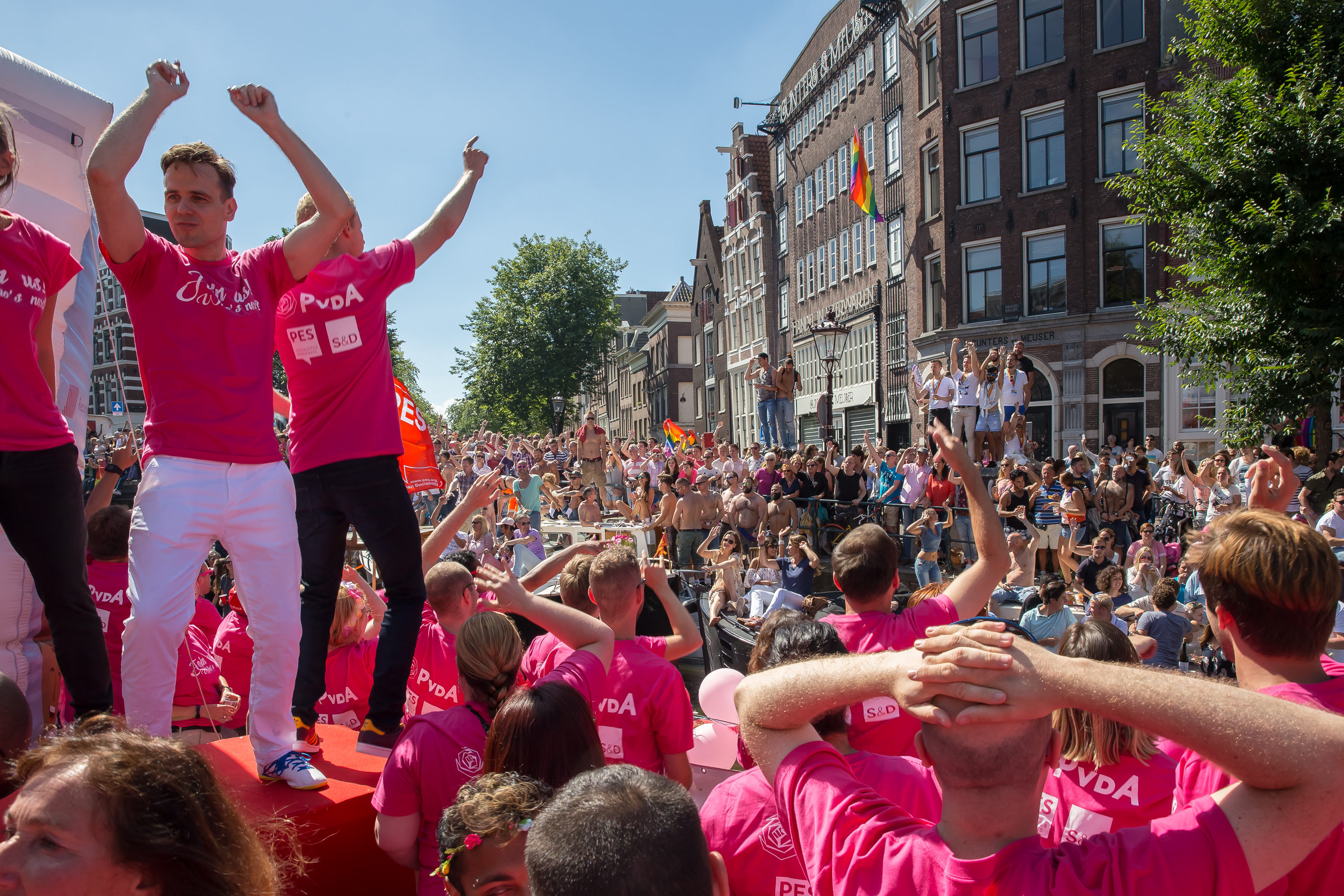
Amsterdam, 2016
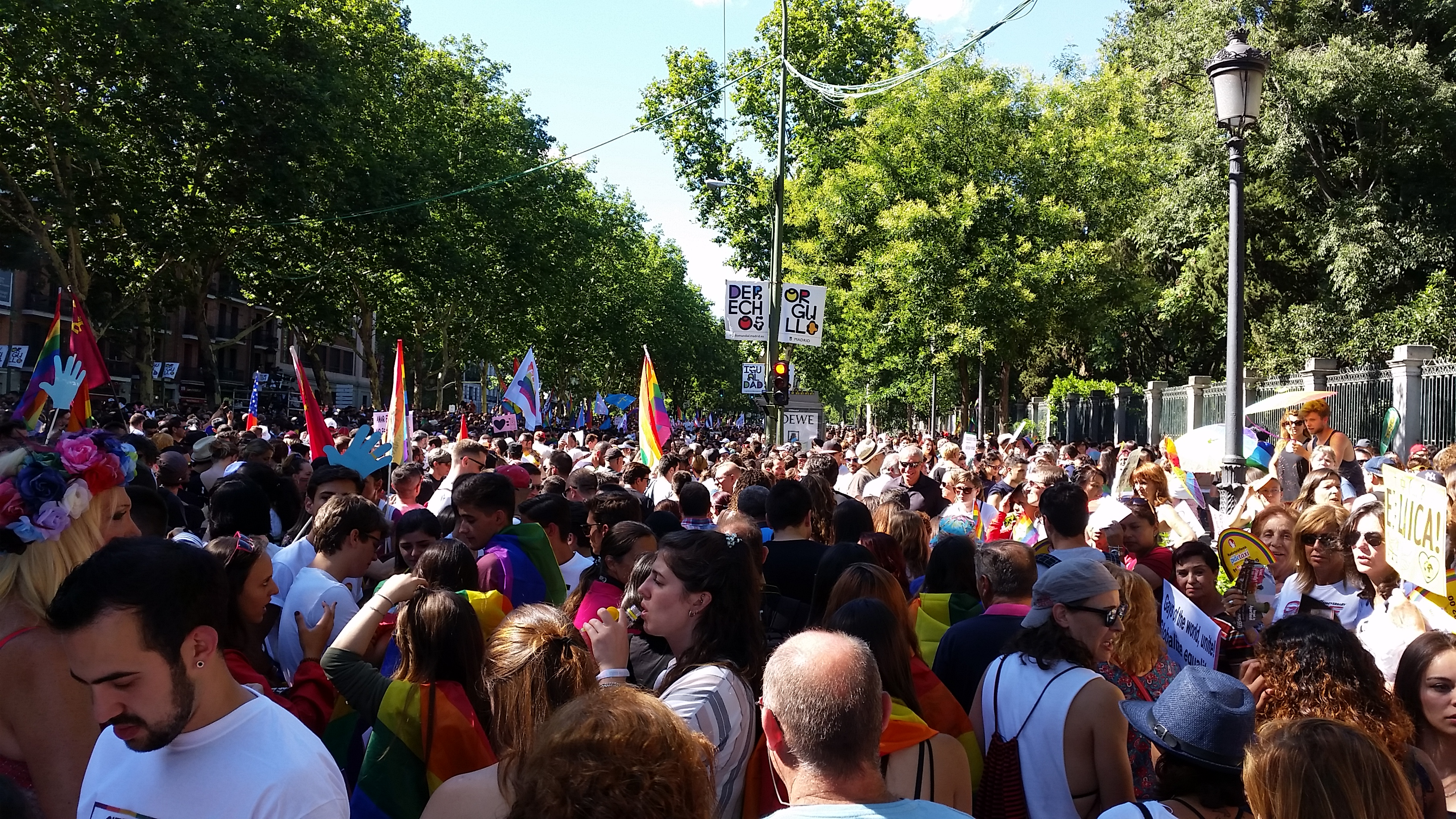
Madrid, 2017